# Heterotropus magnirostris
Heterotropus magnirostris är en tvåvingeart som beskrevs av Mario Bezzi 1926. Heterotropus magnirostris ingår i släktet Heterotropus och familjen svävflugor.
Artens utbredningsområde är Egypten. Inga underarter finns listade i Catalogue of Life.